# Michał Godlewski (powstaniec listopadowy)
Michał Godlewski (ur. 25 grudnia 1808 roku w Słonimie, zm. ok. 1864 roku we Francji) – uczestnik powstania listopadowego.

## Życiorys
Był studentem literatury starożytnej na Uniwersytecie Wileńskim. Po wybuchu powstania przyłączył się do niego jako ochotnik. Walczył w rejonie Augustowa. 5 października 1831 roku przekroczył granicę z Prusami wraz z naczelnym wodzem generałem Maciejem Rybińskim. Na terenie Prus został internowany.
W styczniu 1832 roku przybył do Francji. Na emigracji udzielał się politycznie między innymi w Towarzystwie Demokratycznym Polskim i Komitecie Narodowym Polskim. W 1835 roku w Montpellier rozpoczął studia medyczne, które ukończył 27 czerwca 1837 roku. Praktykował w Montpansier w departamencie Dordogne.